# Christine Colombo Nilsen
Christine Colombo Nilsen (Stavanger, 30 de abril de 1982) é uma ex-futebolista norueguesa que atua como goleira.

## Carreira
Christine Colombo Nilsen integrou o elenco da Seleção Norueguesa de Futebol Feminino, nas Olimpíadas de 2008.